# VH1
VH1 (do 1994: VH-1: Video Hits One) – amerykański kanał telewizji kablowej, utworzony w styczniu 1985 roku, przez Warner-Amex Satellite Entertainment, oddział Warner Communications, właścicieli MTV. VH1 i MTV są obecnie częścią ViacomCBS Domestic Media Networks, oddziału ViacomCBS.

## Profil muzyczny
Kanał VH1 prezentował teledyski twórców łagodnej muzyki pop, takich jak: Tina Turner, Elton John, Sting, Diana Ross i Kenny G. Kanał grał więcej muzyki R&B, niż powstałe wcześniej MTV. Bardzo rzadko emitowano natomiast wideoklipy artystów rapowych i hip-hopowych.
W pierwszych latach działania kanału można było na nim obejrzeć teledyski muzyków z Motown oraz piosenki z lat 60 XX w., a także relacje z koncertów oraz filmy dokumentalne.
Docelową grupą widzów VH1 byli ludzie w przedziale wiekowym 18–35 lat.

## Kanały międzynarodowe
- VH1 Europe
- VH1 Niemcy
- VH1 Indie
- VH1 Indonezja
- VH1 Ameryka Łacińska
- VH1 Rosja
- VH1 Wielka Brytania
- VH1 Polska
- VH1 Export